# 日本郷土民謡協会
一般財団法人日本郷土民謡協会（にほんきょうどみんようきょうかい）は、東京都文京区本駒込に本部を置く民謡の代表的な組織である。1961年2月5日設立。

## 概要
1960年秋に東京都体育館で開催された文化放送主催「菊まつり民謡大会」開催をきっかけに、翌61年2月日比谷公会堂で正式に結成。郷土芸能の伝承などに貢献しながら、毎年春に開催される春季大会と秋に開催される全国大会が主な事業である。

## 主催事業

### 春季大会
春季大会は1962年に東京都体育館で第1回大会が行われ、現在はさいたま市文化センターで2日間にわたって開催。最高賞には民謡の部が衆議院議長賞、民舞の部が参議院議長賞が与えられる。

### 青少年みんよう大会
毎年7月下旬に江戸東京博物館で開催。

### 全国（秋季）大会
全国大会は1961年に日大講堂で第1回大会が行われ、現在はさいたま市文化センターで3日間にわたって開催。2016年までは日本武道館、2018年のみすみだトリフォニーホールで開催されていた。最高賞には内閣総理大臣賞が与えられる。2014年には津軽三味線同時合奏でギネス世界記録が樹立された。同時期に開催される日本民謡協会主催民謡民舞全国大会との日程が重なることもある。